# Антипин, Вадим Григорьевич
Вадим Григорьевич Антипин — инженер-металлург, заслуженный металлург РСФСР (1984), лауреат Государственной премии СССР (1978) и премии Совета Министров СССР (1990).

## Биография
Родился 02.11.1934 в Магнитогорске.
После окончания металлургического факультета МГМИ (1957) работал на ММК: подручный сталевара в мартеновском цехе № 3, инженер заводской лаборатории металлургической теплотехники.
В 1963—1965 доцент, зав. кафедрой металлургических процессов и физической химии МГМИ.
В 1965—1971 гг. снова на ММК: зам. начальника ЦЗЛ, в 1968-69 начальник сталеплавильного производства, с 1969 зам. гл. инженера — начальник технического отдела комбината.
С 1971 г. снова в МГМИ: профессор кафедры металлургии стали, с 1973 проректор по научной работе.
В 1977—1982 зам. главного инженера — начальник технического отдела ММК.
С 1982 г. работал в Министерстве чёрной металлургии СССР: член коллегии, начальник Главного технического управления.
После ликвидации министерства (декабрь 1991) — генеральный директор по науке и технологии корпорации «Чермет», одновременно в 1991—1999 гг. генеральный директор Международного союза металлургов. С 1999 — первый заместитель генерального директора Центрального НИИ информации и технико-экономических исследований черной металлургии.
Кандидат технических наук (1961), тема диссертации «О взаимосвязи технологических и теплотехнических параметров мартеновской плавки». Доктор технических наук (1969), тема диссертации «Исследование особенностей применения кислорода в сталеплавильных печах». Профессор (1975).
Соавтор книг:
- Сталеплавильное производство на ММК. Челябинск, 1963.
- Эксплуатация и наладка металлургических печей. М., 1969.
- Повышение стойкости свода мартеновских печей. Челябинск,1969.

Заслуженный металлург РСФСР (1984). Лауреат Государственной премии СССР (1978 — за внедрение передовых разработок металлургического производства), премии Совета Министров СССР (1990).
Являлся заместителем председателя международных конгрессов сталеплавильщиков.
Умер 3 марта 2015 года.